# 洛佐瓦塔
48°34′19″N 29°42′54″E / 48.57194°N 29.71500°E
洛佐瓦塔（烏克蘭語：Лозовата），是烏克蘭的村落，位於該國西南部文尼察州，由海辛區負責管轄，面積0.15平方公里，海拔高度156米，2001年人口173，人口密度每平方公里1,153.3人。